# Опочинин, Николай Николаевич
Никола́й Никола́евич Опочи́нин (1853—1916) — русский общественный деятель и политик, член Государственной думы от Смоленской губернии.

## Биография
Происходил из потомственных дворян. Землевладелец Смоленской губернии (2245 десятин).
Окончил 1-ю Санкт-Петербургскую гимназию (1870) и юридический факультет Санкт-Петербургского университета (1875).
Поступил рядовым на службу в лейб-гвардии Стрелковый Императорской фамилии батальон. Участвовал вольноопределяющимся в русско-турецкой войне 1877—1878 годов, был произведен в офицеры и награждён знаком отличия Военного ордена.
В 1878 году вышел в отставку чине прапорщика гвардии, поселился в своих имениях Ельнинского уезда Смоленской губернии. Избирался гласным Ельнинского уездного (1882—1916) и Смоленского губернского (1882—1916) земств, почетным мировым судьей (1880—1916), Ельнинским уездным предводителем дворянства (1900—1908).
В феврале 1907 года был избран членом II Государственной думы от Смоленской губернии. Входил во фракцию октябристов и группу умеренных. Состоял членом комиссий: для разбора корреспонденции, бюджетной, аграрной.
В октябре 1907 был вновь избран членом Государственной думы от Смоленской губернии. Входил во фракцию «Союза 17 октября». Состоял товарищем председателя бюджетной комиссии, докладчиком 1-го отдела по проверке прав членов ГД, бюджетной и по исполнению государственной росписи доходов и расходов комиссий, а также членом комиссий: земельной, об изменении законодательства о крестьянах.
В 1912 году был переизбран в Государственную думу. Входил во фракцию «Союза 17 октября», после её раскола в январе 1914 — группу «Союза 17 октября». Входил в Прогрессивный блок. Был председателем 11-го отдела ГД, состоял членом комиссий: бюджетной (в 1-ю сессию — товарищем председателя) и по борьбе с немецким засильем.
Во время Первой мировой войны состоял членом Особого совещания для обсуждения и объединения мероприятий по обороне государства.
Умер в 1916 году. Был женат, имел четырёх дочерей.

## Награды
- Орден Святой Анны 2-й ст. (1904);
- Орден Святого Владимира 4-й ст. (1906).